# Defacing

esempio di defacing di un sito

Defacing (termine inglese che, come il suo sinonimo defacement, ha il significato letterale di "sfregiare, deturpare, sfigurare", in italiano reso raramente con defacciare) nell'ambito della sicurezza informatica ha solitamente il significato di cambiare illecitamente la home page di un sito web (la sua "faccia") o modificarne, sostituendole, una o più pagine interne. Pratica che, condotta da parte di persone non autorizzate e all'insaputa di chi gestisce il sito, è illegale in tutti i paesi del mondo.
Un sito che è stato oggetto di questo tipo di deface vede sostituita la propria pagina principale, spesso insieme a tutte le pagine interne, con una schermata che indica l'azione compiuta da uno o più cracker.
Le motivazioni di tale atto vandalico possono essere di vario tipo, dalla dimostrazione di abilità a ragioni ideologiche.
Le tecniche utilizzate per ottenere i permessi di accesso in scrittura al sito sfruttano solitamente i bug presenti nel software di gestione del sito oppure nei sistemi operativi sottostanti; più raro il caso di utilizzo di tecniche di ingegneria sociale.

## Aspetti legali

### Legge italiana
In Italia il defacing si traduce in tre tipi di reato grave previsti dal Codice Penale, quelli di accesso abusivo ad un sistema informatico e di diffamazione:
- Art. 615 Ter (Accesso abusivo ad un sistema telematico o informatico): "Chiunque abusivamente si introduca in un sistema informatico o telematico protetto da misure di sicurezza ovvero vi si mantenga contro la volontà espressa o tacita di chi ha il diritto di escluderlo è punito con la pena della reclusione fino a tre anni."
- Art 635 bis (Danneggiamento di sistemi informatici e telematici): "Chiunque distrugge, deteriora o rende, in tutto o in parte, inservibili sistemi informatici o telematici altrui, ovvero programmi, informazioni o dati altrui, è punito, salvo che il fatto costituisca più grave reato, con la reclusione da sei mesi a tre anni."

"Se ricorre una o più delle circostanze di cui al secondo comma dell'articolo 635, ovvero se il fatto è commesso con abuso della qualità di operatore del sistema, la pena è della reclusione da uno a quattro anni."
- Art. 595 (Diffamazione): "Chiunque comunicando con più persone, offende l'altrui reputazione, è punito con la reclusione fino ad un anno o con la multa sino a lire due milioni (circa 1032 €)."

"Se l'offesa consiste nell'attribuzione di un fatto determinato, la pena è della reclusione fino a due anni, ovvero della multa fino a lire quattro milioni (circa 2065 €)."
"Se l'offesa è arrecata col mezzo della stampa, o con qualsiasi altro mezzo di pubblicità, ovvero in atto pubblico, la pena è della reclusione da sei mesi a tre anni o della multa non inferiore a lire un milione (circa 516 €)."
Leggi più severe sarebbero in fase di studio.

## Tipi di defacing
In base alle motivazioni che stanno alla base dell'esecuzione, i tipi di defacing possono essere svariati. Tra questi vi sono:
- Truffa: un cracker cambia la pagina del sito in cui esiste il link per una immissione di una carta di credito o similari, reindirizzandola verso una pagina personale allo scopo di carpire le informazioni che consentiranno, ad esempio, il prelievo illegale di denaro.
- Propaganda: un hacker cambia in parte o tutto la pagina di un sito ideologicamente avverso per screditarlo o denigrarlo.
- Controllo occulto: la polizia inserisce degli elementi di controllo, per sapere quanti utenti accedono alla pagina del sito, per ottenere elementi utili alla loro identificazione e/o, talvolta, scoraggiarli facendo apparire scritte intimidatorie o facendo cadere la connessione dopo alcuni tentativi.
- Spamming: si inseriscono ben evidenti elementi pubblicitari, come dei link a siti commerciali.
- Ricatto: minacciando di perpetrare ripetuti defacing, si tenta di ricattare i proprietari del sito a scopo di estorsione o altro.
- Burla: soprattutto (ma non esclusivamente) da parte dei più giovani, si cambia la pagina inserendo frasi o richiami infantili del tipo "pippo è stato qua" (vedi: lamer).
- Come avviso per far notare al webmaster che il sito è vulnerabile ed è stato bucato.

## Modalità
Per poter modificare le pagine di un sito web è necessario recuperare le password di accesso al sito, oppure riuscire ad avere i permessi di scrittura in altro modo.

## R57
L'R57 è una shell usata dai defacer per effettuare defacing sfruttando una vulnerabilità del sito, in molti casi è il Remote File Inclusion (inclusione di file remoto).
Viene usata anche per molti altri usi come caricare processi tipo ircbot, rxbot, e altri processi per fare dosnet e botnet.
L'altra shell "gemella" della r57 è la c99 usata per i medesimi scopi ma molto più amichevole e facile da usare.

## Come denunciare alla Polizia Postale
Il Commissariato di Polizia Postale puntualizza che "La segnalazione è un atto tramite il quale porre alla nostra attenzione comportamenti ed eventi di natura presumibilmente illegale". Per segnalare un defacement, si può utilizzare il sito online ufficiale della Polizia Postale.